# Peneiapony
De peneia(pony) (Grieks: αλογάκι της Πηνείας) is een zeldzaam ponyras uit de Peloponnesos in Zuid-Griekenland.  De populatie is klein en leeft alleen in Griekenland. Peneia is een poëtische naam voor het schiereiland, die vaak wordt teruggevonden in klassieke teksten.

## Geschiedenis
In het oude Griekenland (500-300 v.Chr.) leefden verschillende paardenrassen maar de barre levensomstandigheden op het Griekse schiereiland zorgden ervoor dat de paarden evolueerden tot kleine, compacte dieren. Ondanks dat Griekenland weinig geschikte gebieden had om paarden te fokken, waren paarden geliefd en noodzakelijk voor de Grieken.
De bekende Griekse geschiedschrijver Xenophon beschreef in zijn werken de fokkerij van het oude Griekenland: de Grieken importeerden paarden uit andere streken, verbeterden het inheemse ras met oosterse paarden uit Fergana en werden Scythische paarden gebruikt om maat in de fokkerij te brengen.
Een inmiddels uitgestorven inheems paardenras was de thessaloniër. Dit ras werd vernoemd naar de regio waar het gefokt werd: Thessalië en Epirus. De thessaloniër werd door de Griekse dichter Oppianus (211 n.Chr.) beschreven als een ras dat "het bekendst was om zijn schoonheid, moed en uithoudingsvermogen". Andere paardenrassen uit die periode zijn de peloponesiër, de arcadiër en de epidauer.
Ook al zijn deze rassen inmiddels uitgestorven, ze hebben de basis gelegd voor de huidige inheemse rassen van het Griekse vasteland, de pindos (wordt ook thessaloniër genoemd) en de peneia.
De peneia is een zeldzaam, maar nog niet zo oud ras. Gebaseerd op de pindos werden de inheemse paarden gekruist met anglo-arabieren, anglo-normandiërs en de nonius. Het stamboek werd in 1995 opgericht en in 2002 bleken er 231 fokmerries en 69 hengsten ingeschreven te staan.

## Kenmerken
De peneia heeft een hoofd met een lichte ramsneus. De hals is goedgevormd en de schoft is laag. De borst is breed met gespierde schouders. De rug is kort met een hellende croupe. De benen zijn lang en de hoeven zijn smal en hard.
De peneia heeft net als de pindos een groot uithoudingsvermogen en is sober, gezond en winterhard. De pony heeft genoeg aan minimale voeding en is goedkoop in onderhoud.

## Gebruik
De peneia wordt gebruikt voor licht werk op de boerderij, als lastdier in de bergachtige streken en in de bosbouw. Daarnaast is hij ook geschikt als rijpaard.